# Brusvily
Brusvily [bʁysvili] est une commune française située dans le département des Côtes-d'Armor, en région Bretagne.
Ses habitants se nomment les Brusviliens et les Brusviliennes. Ils étaient 1 145 au recensement de 2013.

## Géographie

### Hydrographie
Pour un article plus général, voir Réseau hydrographique des Côtes-d'Armor.
La commune est située dans le bassin Loire-Bretagne. Elle est drainée par le Guinefort,.
Le Guinefort, d'une longueur de 18 km, prend sa source dans la commune de Quévert et se jette  dans la Rance à Saint-André-des-Eaux, après avoir traversé neuf communes. 
Deux plans d'eau complètent le réseau hydrographique : le barrage du Pont Ruffier, d'une superficie totale de 27,1 ha (17,85 ha sur la commune) et l'étang du Bosreux (0,93 ha),.

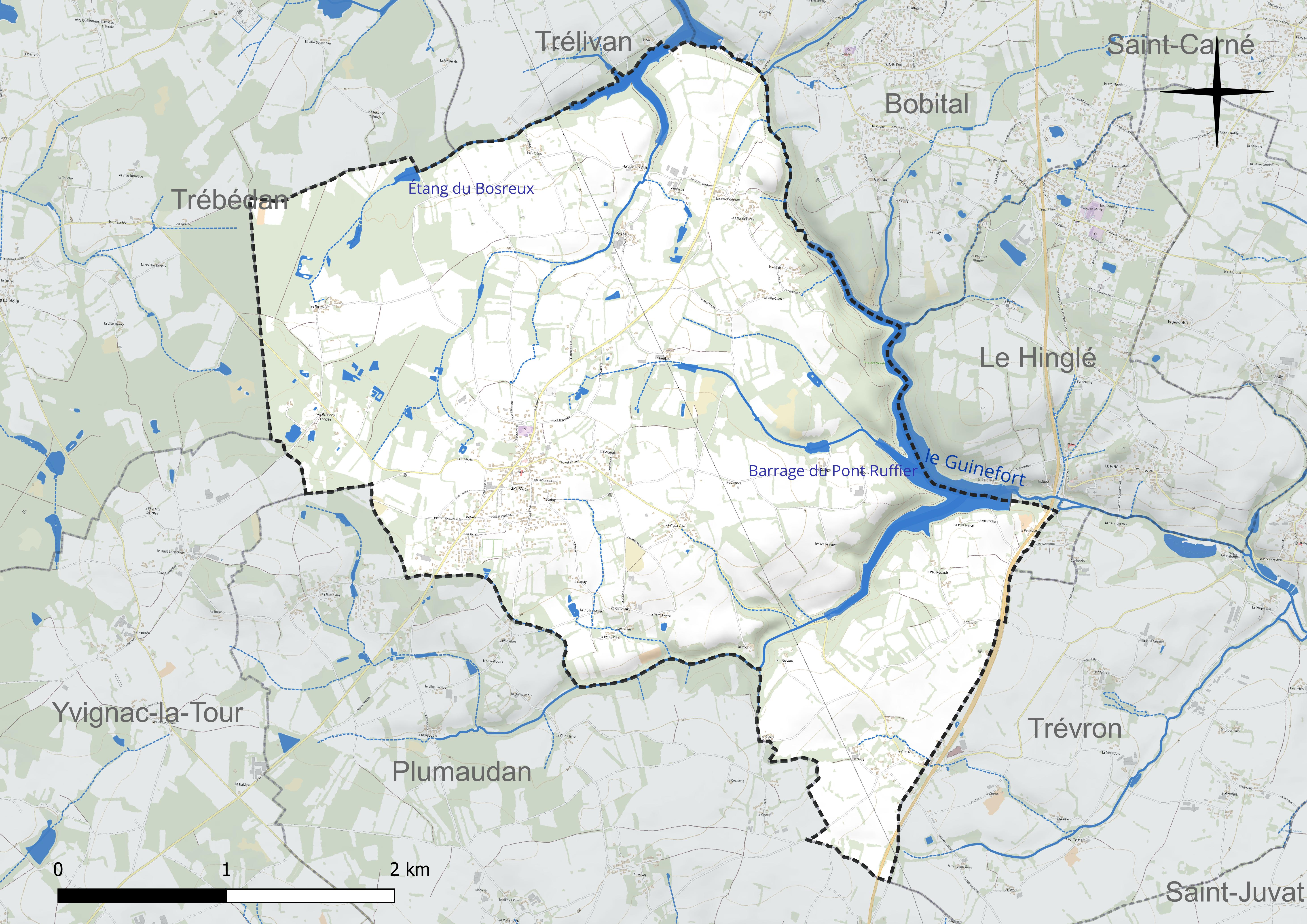
Réseau hydrographique de Brusvily.

### Climat
Pour des articles plus généraux, voir Climat de la Bretagne et Climat des Côtes-d'Armor.
En 2010, le climat de la commune est de type climat océanique franc, selon une étude du CNRS s'appuyant sur une série de données couvrant la période 1971-2000. En 2020, Météo-France publie une typologie des climats de la France métropolitaine dans laquelle la commune est exposée à un climat océanique et est dans la région climatique  Bretagne orientale et méridionale, Pays nantais, Vendée, caractérisée par une faible pluviométrie en été et une bonne insolation. Parallèlement l'observatoire de l'environnement en Bretagne publie en 2020 un zonage climatique de la région Bretagne, s'appuyant sur des données de Météo-France de 2009. La commune est, selon ce zonage, dans la zone « Intérieur Est », avec des hivers frais, des étés chauds et des pluies modérées).  
Pour la période 1971-2000, la température annuelle moyenne est de 11,2 °C, avec une amplitude thermique annuelle de 12 °C. Le cumul annuel moyen de précipitations est de 778 mm, avec 12,5 jours de précipitations en janvier et 6,8 jours en juillet. Pour la période 1991-2020, la température moyenne annuelle observée sur la station météorologique la plus proche, située sur la commune du Quiou à 10 km à vol d'oiseau, est de 11,6 °C et le cumul annuel moyen de précipitations est de 757,4 mm,. Pour l'avenir, les paramètres climatiques de la commune estimés pour 2050 selon différents scénarios d'émission de gaz à effet de serre sont consultables sur un site dédié publié par Météo-France en novembre 2022.

## Urbanisme

### Typologie
Au 1er janvier 2024, Brusvily est catégorisée commune rurale à habitat dispersé, selon la nouvelle grille communale de densité à 7 niveaux définie par l'Insee en 2022.
Elle est située hors unité urbaine. Par ailleurs la commune fait partie de l'aire d'attraction de Dinan, dont elle est une commune de la couronne,. Cette aire, qui regroupe 25 communes, est catégorisée dans les aires de moins de 50 000 habitants,.

### Occupation des sols
L'occupation des sols de la commune, telle qu'elle ressort de la base de données européenne d’occupation biophysique des sols Corine Land Cover (CLC), est marquée par l'importance des territoires agricoles (70,5 % en 2018), en diminution par rapport à 1990 (72,2 %). La répartition détaillée en 2018 est la suivante : zones agricoles hétérogènes (51,8 %), forêts (22,4 %), prairies (10,7 %), terres arables (8 %), zones urbanisées (3,9 %), eaux continentales (3,2 %). L'évolution de l'occupation des sols de la commune et de ses infrastructures peut être observée sur les différentes représentations cartographiques du territoire : la carte de Cassini (XVIIIe siècle), la carte d'état-major (1820-1866) et les cartes ou photos aériennes de l'IGN pour la période actuelle (1950 à aujourd'hui).

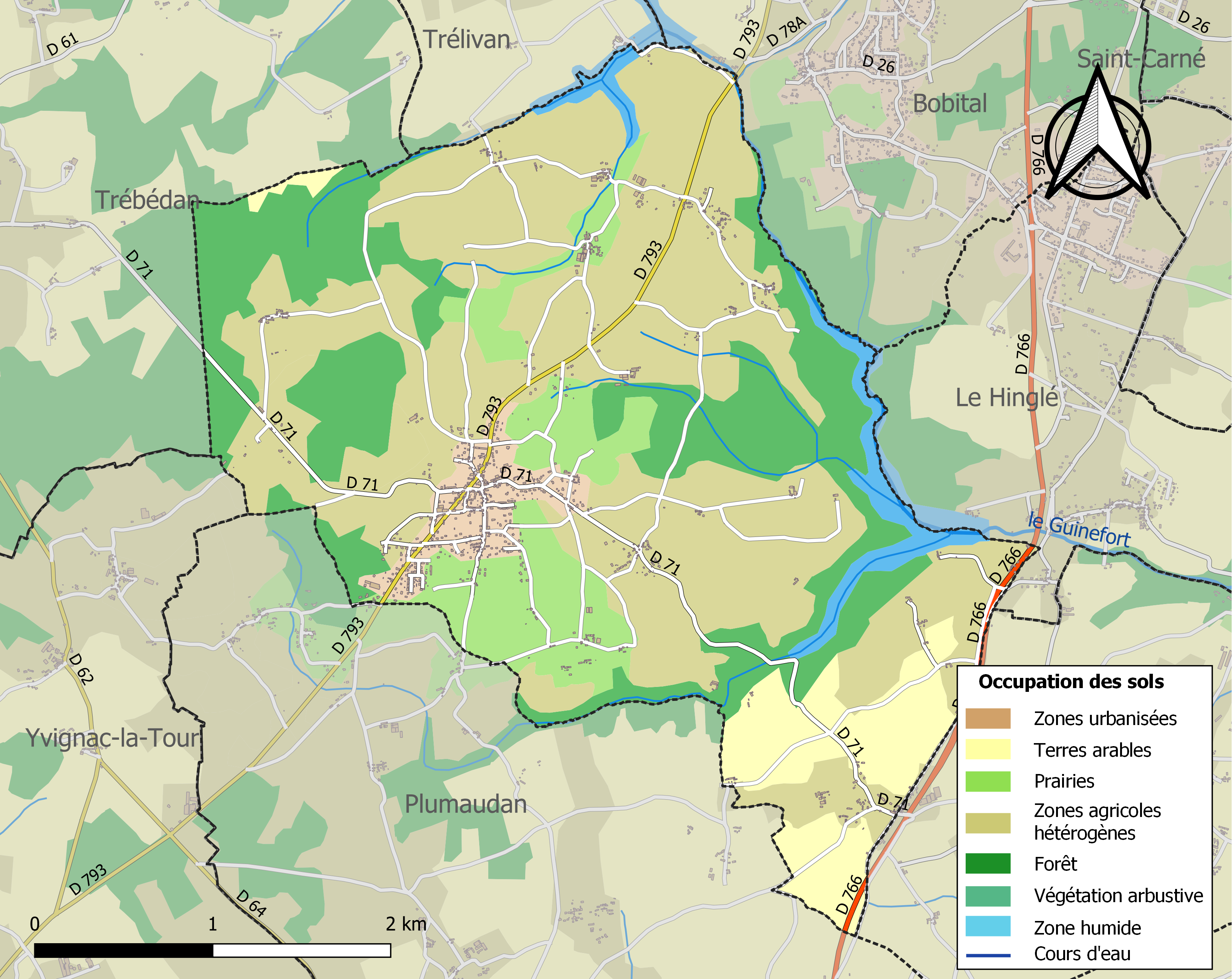
Carte des infrastructures et de l'occupation des sols de la commune en 2018 (CLC).

## Toponymie
Attestée sous les formes Blusweli en 1156, Blusivili en 1187, Plessiaco Bili en 1256.
Le nom de la commune est Brisstaud en gallo et Bruzivili en breton.
Bernard Tanguy, y voit un dérivé du mot gueli, Gwele en breton moderne, actuellement traduit par lit mais dont la signification ancienne était aussi famille.

## Histoire

### LeXXesiècle

#### Les guerres duXXesiècle
Le monument aux morts porte les noms de 39 soldats morts pour la Patrie :
- 36 sont morts durant la Première Guerre mondiale ;
- 3 sont morts durant la Seconde Guerre mondiale.

Résistants dinannais nés à Brusvily, Marcel Blanchard et Francis Lafranche ont participé, dans la nuit du 11 au 12 avril 1944 à Dinan, avec d'autres camarades FTP du secteur, à la libération de deux membres importants de la Résistance en d'Ille-et-Vilaine.
Francis Lafranche, qui dirigeait le groupe, fut arrêté le 8 mai 1944 et incarcéré à la prison de Rennes. 3 jours plus tard, Marcel Blanchard fut lui aussi arrêté par un gendarme à Trévron.
Jugés et condamnés à la peine de mort le 30 mai, ils furent fusillés le lendemain 31 mai, avec 8 autres de leurs camarades, au camp de la Maltière à Saint-Jacques-de-la-Lande.
Francis Lafranche avait 20 ans, Marcel Blanchard avait 31 ans.

## Politique et administration
| Période                                  | Période      | Identité              | Étiquette | Qualité                         |
| ---------------------------------------- | ------------ | --------------------- | --------- | ------------------------------- |
| Les données manquantes sont à compléter. |              |                       |           |                                 |
| décembre 1935                            |              | Ernest Manivel        |           |                                 |
| avant 1956                               | mars 1965    | Émile Heuzé           |           | Commandant retraité             |
| mars 1965                                | mars 1971    | Raymond Robert        |           |                                 |
| mars 1971                                | mars 1983    | Francis Bignon        |           |                                 |
| mars 1983                                | mars 2001    | Alain Robert          |           | Cadre commercial                |
| mars 2001                                | 2014         | Robert Picault        | DVD       | Retraité                        |
| mars 2014                                | octobre 2014 | Danielle Robert       | SE        | Retraitée Décédée en fonction   |
| novembre 2014                            | 26 mai 2020  | Claude Robert         | DVD       | Retraité, veuf de la précédente |
| 26 mai 2020                              | En cours     | Marie-Claire Douénat, |           | Retraitée                       |

## Démographie
| 1793 | 1800 | 1806 | 1821 | 1831 | 1836 | 1841 | 1846 | 1851 |
| ---- | ---- | ---- | ---- | ---- | ---- | ---- | ---- | ---- |
| 622  | 596  | 573  | 626  | 667  | 645  | 637  | 719  | 724  |

| 1856 | 1861 | 1866 | 1872 | 1876 | 1881 | 1886 | 1891 | 1896 |
| ---- | ---- | ---- | ---- | ---- | ---- | ---- | ---- | ---- |
| 745  | 746  | 775  | 787  | 803  | 816  | 781  | 772  | 741  |

| 1901 | 1906 | 1911 | 1921 | 1926 | 1931 | 1936 | 1946 | 1954 |
| ---- | ---- | ---- | ---- | ---- | ---- | ---- | ---- | ---- |
| 743  | 771  | 719  | 654  | 679  | 702  | 677  | 650  | 643  |

| 1962 | 1968 | 1975 | 1982 | 1990 | 1999 | 2005 | 2006 | 2010  |
| ---- | ---- | ---- | ---- | ---- | ---- | ---- | ---- | ----- |
| 635  | 658  | 677  | 711  | 794  | 794  | 933  | 952  | 1 065 |

| 2015  | 2020  | 2022  | - | - | - | - | - | - |
| ----- | ----- | ----- | - | - | - | - | - | - |
| 1 183 | 1 166 | 1 155 | - | - | - | - | - | - |

## Distinctions culturelles
Brusvily fait partie des communes ayant reçu l’étoile verte espérantiste, distinction remise aux maires de communes recensant des locuteurs de la langue construite espéranto.

## Lieux et monuments

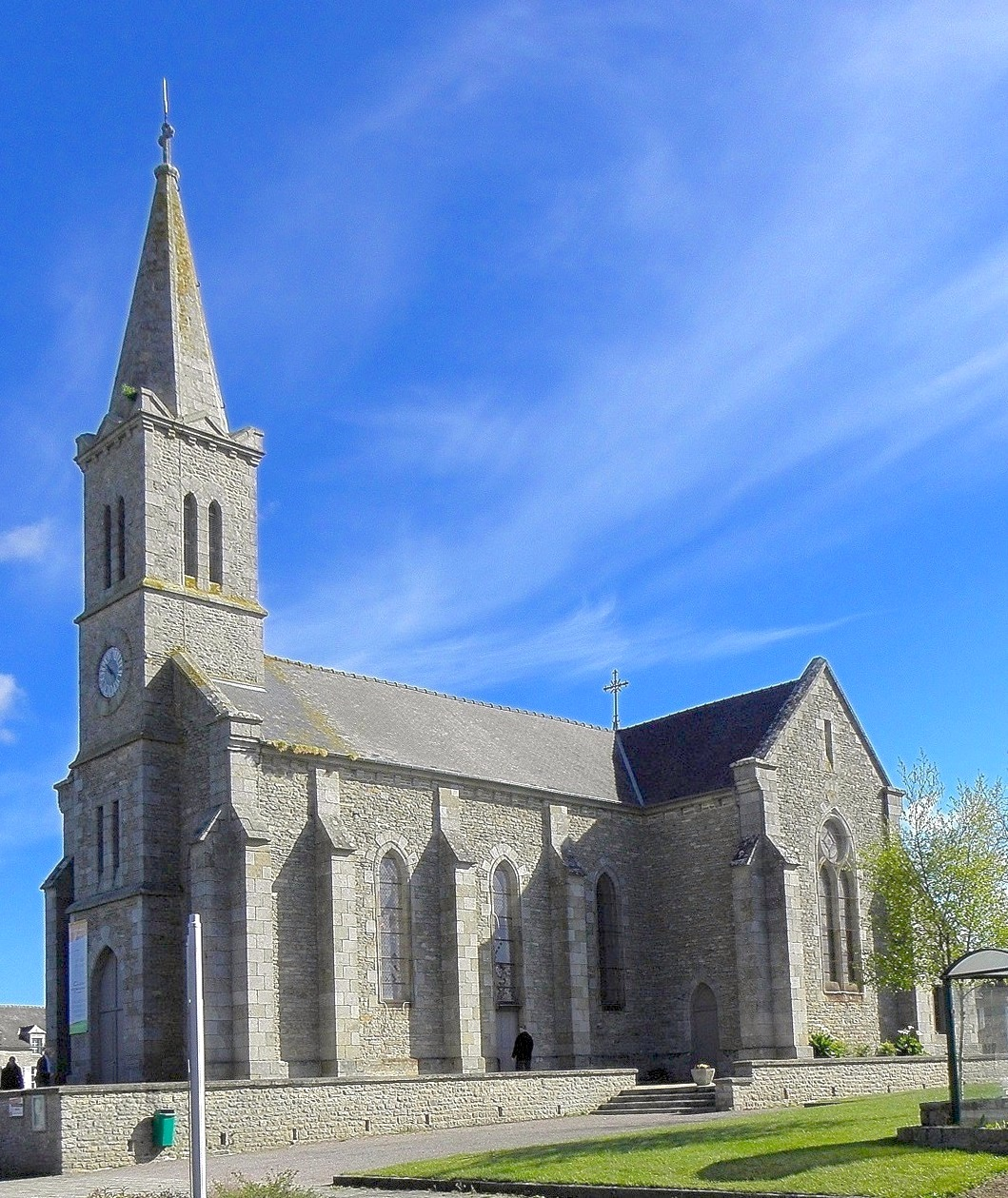
L'église Saint-Malo.

- Église Saint-Malo (1868), voir aussi : Fonts baptismaux de Brusvily.

## Personnalités liées à la commune
- François de Chateaubriand, sieur de la Villeneuve, né à Brusvily en 1683, grand-père de François-René de Chateaubriand[29].

## Héraldique
| Blason | Blasonnement : D'azur à la bande d'argent accompagnée de deux molettes d'éperon du même. |